# Aeolotrocha delograpta
Aeolotrocha delograpta är en fjärilsart som beskrevs av Antonius Johannes Theodorus Janse 1960. Aeolotrocha delograpta ingår i släktet Aeolotrocha och familjen stävmalar. Inga underarter finns listade i Catalogue of Life.